# Вудбері Тауншип (округ Бедфорд, Пенсільванія)
Вудбері Тауншип (англ. Woodbury Township) — селище (англ. township) в США, в окрузі Бедфорд штату Пенсільванія. Населення — 1179 осіб (2020).

## Демографія
Згідно з переписом 2010 року, у селищі мешкали 1263 особи в 415 домогосподарствах у складі 334 родин. Було 460 помешкань
Расовий склад населення:
| - 98,7 % — білих - 0,5 % — чорних або афроамериканців |

До двох чи більше рас належало 0,9 %. Частка іспаномовних становила 1,7 % від усіх жителів.
За віковим діапазоном населення розподілялося таким чином: 31,1 % — особи молодші 18 років, 54,5 % — особи у віці 18—64 років, 14,4 % — особи у віці 65 років та старші. Медіана віку мешканця становила 36,3 року. На 100 осіб жіночої статі у селищі припадало 101,8 чоловіків;  на 100 жінок у віці від 18 років та старших — 102,3 чоловіків також старших 18 років.
Середній дохід на одне домашнє господарство  становив 64 400 доларів США (медіана — 51 204), а середній дохід на одну сім'ю — 69 476 доларів (медіана — 54 318). Медіана доходів становила 50 230 доларів для чоловіків та 27 083 долари для жінок. За межею бідності перебувало 7,2 % осіб, у тому числі 6,6 % дітей у віці до 18 років та 3,5 % осіб у віці 65 років та старших.
Цивільне працевлаштоване населення становило 583 особи. Основні галузі зайнятості: освіта, охорона здоров'я та соціальна допомога — 24,2 %, роздрібна торгівля — 16,0 %, сільське господарство, лісництво, риболовля — 12,3 %, будівництво — 12,0 %.